# Brunt lundfly
Brunt lundfly, Lacanobia thalassina är en fjärilsart som beskrevs av Johann Siegfried Hufnagel 1766. Brunt lundfly ingår i släktet Lacanobia och familjen nattflyn. Arten är reproducerande i Sverige. Inga underarter finns listade i Catalogue of Life.

## Bildgalleri

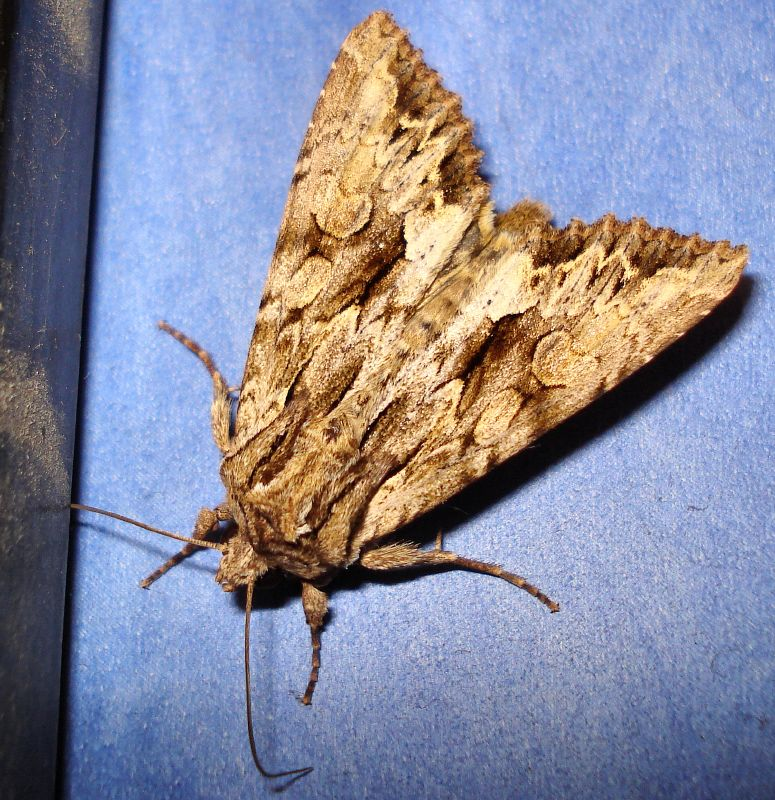
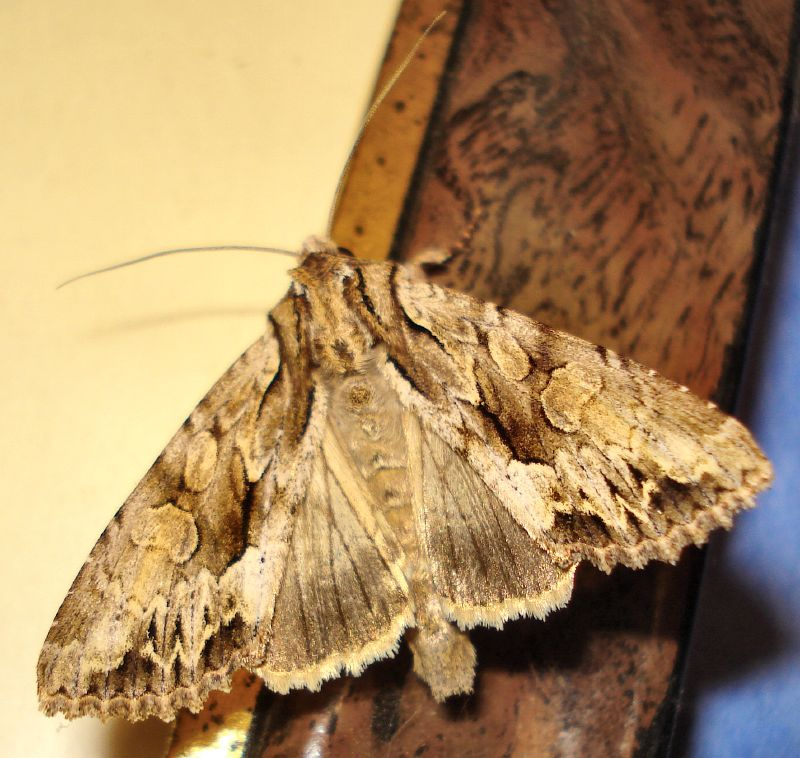
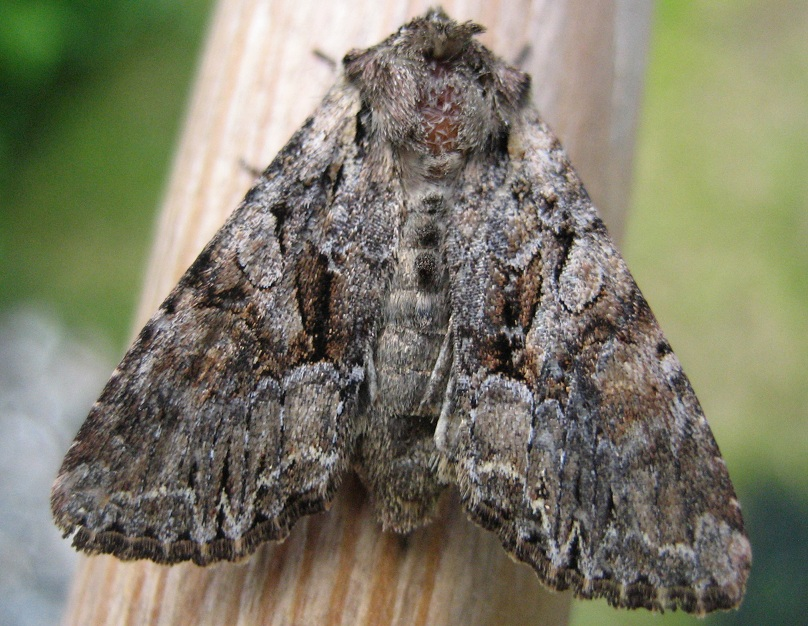